# Antonín Střížek
Antonín Střížek (* 22. května 1959, Rumburk) je současný český malíř a fotograf.

## Život
Dětství prožil v Ostravě-Porubě. Středoškolské studium na střední uměleckoprůmyslové škole v Praze. Věnuje se cestování: Čína, Mexiko, Jižní Amerika, Španělsko, Itálie, Japonsko…
V roce 2002 zpracoval realizaci opony Státní opery v Praze. Jeho tvorba se řadí do období postmoderny.